# 凱恩希爾鎮區 (阿肯色州華盛頓縣)
凱恩希爾鎮區（英語：Cane Hill Township）是位於美國阿肯色州華盛頓縣的一個行政鎮區。

## 地方資料
凱恩希爾鎮區的面積為89.52平方千米，當中陸地面積為89.00平方千米，而水域面積為0.52平方千米。根據2010年美國人口普查的數據，當地共有人口1530人，而人口密度為每平方千米17.09人。